# John Michael Wallace
John Michael Wallace (28 de octubre de 1940 (84 años), es un profesor de Ciencias Atmosféricas en la Universidad de Washington, así como exdirector del Joint Institute de Estudio de la Atmósfera y el Océano (JISAO)— una unión conjunta de investigación entre la Universidad de Washington y la Administración Nacional Oceánica y Atmosférica (NOAA). 
Sus investigaciones se preocupan de entender el clima global y sus variaciones, utilizando observaciones y cubriendo la casi oscilación bienal, la oscilación decadial del Pacífico y los modos anulares de las oscilaciones árticas y la oscilación antártico, y los patrones espaciales dominantes de mes a mes y variabilidad de clima año a año, incluyendo la influecnia del fenómeno El Niño en el Pacífico tropical y todas esas influencias del clima en América del Norte. Es también coautor con Peter V. Hobbs, de lo que generalmente se considera el libro de texto introductorio estándar en el campo:: Ciencia Atmosférica: Una Encuesta Introductoria. Y, ha sido el tercer más citado geocientífico en el periodo 1973–2007.

## Algunas publicaciones
- 2013. The Distribution and Abundance of Bur Chervil, Anthriscus Caucalis, Within Canyon Grassland Systems of Idaho, 236 p.

- 1977. Atmospheric Science: An Introductory Survey. Con Peter Victor Hobbs. Ed. ilustrada de Academic Press, 467 p. ISBN 0127329501, ISBN 9780127329505

- 1966. Long period wind fluctuations in the tropical stratosphere. Report 19 (Massachusetts Institute of Technology. Planetary Circulations Project) Publicó MIT, Dept. of Meteorology, 167 p.